# Vălcedrăm
Vălcedrăm (în bulgară Вълчедръм) este un oraș în partea de nord a Bulgariei, în Câmpia Dunării. Aparține de  Obștina Vălcedrăm, Regiunea Montana.

## Demografie
Componența etnică a orașului Vălcedrăm
     Bulgari (90,44%)
     Romi (7,94%)
     Nicio identificare (1,33%)
     Altele (0,46%)
La recensământul din 2011, populația orașului Vălcedrăm era de 3.662 locuitori. Din punct de vedere etnic, majoritatea locuitorilor (90,44%) erau bulgari, cu o minoritate de romi (7,94%). Pentru 1,33% din locuitori nu este cunoscută apartenența etnică.